# Янукович Віктор Вікторович
Ві́ктор Ві́кторович Януко́вич (16 липня 1981 , Єнакієве, Донецька область  — 20 березня 2015 , Ольхон, Іркутська область ) — український проросійський політик та автогонщик, Народний депутат України V, VI та VII скликань, син колишнього президента України Віктора Федоровича Януковича, чемпіон України з трофі-рейдів 2011 року.

## Біографія
Народився 16 липня 1981 року в м. Єнакієве, Донецької області в родині Віктора Федоровича Януковича та Людмили Олександрівни Янукович.

### Освіта
- У 1998 році закінчив середню школу зі срібною медаллю.
- З 1998 по 2003 рік навчався в Донецькому національному університеті, спеціальність «Економіка підприємства», де отримав кваліфікацію магістра з економіки підприємства.
- 17 червня 2009 року в Донецькому державному університеті управління захистив кандидатську дисертацію «Формування і реалізація державної соціальної політики»

### Діяльність
- З червня 2002 по вересень 2004 року був віцепрезидентом Донецької обласної громадської організації "Регіональний центр «Сприяння».
- З липня 2004 по листопад 2004 року працював на посаді першого заступника генерального директора ТОВ «СК» в м. Донецьк.
- З листопада 2005 року обіймав посаду першого заступника генерального директора ТОВ «БК-Інжиніринг» за сумісництвом.
- З листопада 2005 по 2010 рік працював заступником голови Всеукраїнської молодіжної громадської організації «Союз молоді регіонів України».
- 17 січня — 17 березня 2006 року — організатор SMS-референдуму «За русский язык», метою якого була консолідація прихильників надання російській мові статусу другої державної серед молоді.[6]
- З травня 2006 року — народний депутат України V і VI скликань (від Партії регіонів).
- З 2010 року — Почесний президент української молодіжної громадської політичної організації «Молоді регіони».
- З 2012 року — член президії ВГО «Рада по конкурентоспроможності індустрії інформаційно-комунікаційних технологій України».
- З 2012 року — Перший віцепрезидент Автомобільної Федерації України.

#### Депутатська діяльність
- У 2011 році Верховна Рада в першому читанні прийняла законопроєкт про проведення експерименту у сфері інформаційних технологій, співавтором якого виступив Віктор Янукович. Згідно з цим законопроєктом, вітчизняним ІТ-компаніям будуть надані «податкові канікули» на 5 років[7].
- Віктор Янукович виступав за політику державного протекціонізму кіно, яка передбачає захист і просування національного фільму на внутрішньому та міжнародних ринках через податкові стимули, фінансову й законодавчу підтримку[8]. Так, з 1 січня 2011 року вступила в дію поправка до Податкового кодексу України, згідно з якою до 2016 року від ПДВ звільняються всі операції з постачання національних фільмів, визначених Законом України «Про кінематографію», виробниками, демонстраторами та розповсюджувачами, а також постачання робіт і послуг з виробництва, у тому числі тиражування національних фільмів та іноземних фільмів, дубльованих, озвучених, субтитрованих державною мовою на території України. У 2011 році бюджет українського кіно становив рекордну суму — 111 млн грн. У 2010 році фінансування становило 24 млн грн. Завдяки зусиллям Віктора Януковича, Держбюджет на 2012 рік був прийнятий з рекордним фінансуванням національного кінематографа — 176 мільйонів гривень, що на третину вище бюджету 2011-го. У 2012 році для запуску вже відібрали 80 картин, 18 з яких — дебюти. Крім того, вже профінансовано 30 проєктів. У 2011 році вперше за всю історію України були проведені прозорі конкурси на фінансування кінострічок вітчизняного виробництва.
- У 2011 році політик заявив про необхідність введення в Україну сертифікації дорожніх відбійників[9]. Депутатське звернення з відповідною ініціативою було направлено до Державного агентства автомобільних доріг[10].
- 22.12.2011 у першому читанні був прийнятий законопроєкт, спрямований на розвиток IT-галузі в Україні — «Про економічний експеримент щодо створення сприятливих умов для розвитку в Україні індустрії програмної продукції» (№ 8267 від 18.03.2011), співавтором якого виступив Віктор Янукович.
- 22.03.2012 у першому читанні був прийнятий законопроєкт «Про внесення змін до Податкового кодексу України щодо спеціального режиму оподаткування суб'єктів індустрії програмного забезпечення» (№ 9744 від 23.01.2012).
- 24 травня, Верховна Рада у другому читанні прийняла законопроєкти № 8267 і № 9744, спрямовані на розвиток IT-індустрії. «За» проголосували 245 та 272 депутати відповідно.
- 15 червня, народний депутат України Віктор Янукович зареєстрував у Верховній Раді три законопроєкти, які спрямовані на розширення політики державного протекціонізму українського кіно.
- 10 серпня 2012 року у другому читанні проголосував за Закон України «Про засади державної мовної політики», який суперечить, на думку опозиційних політиків, Конституції України, не має фінансово-економічного обґрунтування і спрямований на знищення української мови[11][12]. Але потім відкликав свій голос. Закон було прийнято із порушеннями регламенту[13][14].
- Зареєстровані законопроєкти: «Про внесення змін до деяких законодавчих актів України (щодо удосконалення механізмів державної підтримки кіногалузі)», «Про внесення змін до Митного кодексу України (щодо удосконалення механізмів державної підтримки кіногалузі)», "Про внесення змін до Податкового кодексу України (щодо удосконалення механізмів державної підтримки кіногалузі) ".
- Законодавчі ініціативи розроблялися спільно з Державним агентством України з питань кіно та Українською Кіно-Асоціацією. Серед основних пропозицій авторів — закріпити на законодавчому рівні необхідність озвучення, дублювання чи субтитрування всіх іноземних фільмів на території Україні. Крім того, в законопроєктах пропонується посилити відповідальність за порушення законодавства у сфері кінематографії. Зокрема, це стосується невиконання національних квот на демонстрацію українських фільмів і показу картин без прокатного посвідчення Держкіно.

#### SMS-референдум
Віктор Янукович-молодший був ініціатором і керівником проєкту Український SMS-референдум «За російську мову». Референдум, який проходив в Україні з 17 січня по 17 березня 2006 року, став опитуванням громадської думки з питання надання російській мові статусу другої державної.[джерело?] «За» надання такого статусу висловилися 256610 учасників голосування (81,55 %) і 58019 (18,45 %) — висловилися «проти».
SMS-референдум встановив рекорди в «Книзі рекордів України» в номінаціях «Наймасовіше інтерактивне опитування громадської думки в Україні» та «Наймасовіше SMS-опитування громадської думки в Україні».

### Блокування рахунків у ЄС
5 березня 2014 Рада Європейського Союзу ухвалила рішення про блокування коштів відстороненого Верховною Радою з посади Президента України Віктора Януковича, його синів Олександра і Віктора, експрем'єра Миколи Азарова і його сина Олексія, братів Андрія і Сергія Клюєвих, ексгенпрокурора Віктора Пшонки та його сина Артема, бізнесмена Сергія Курченка — загалом 17 осіб з-поміж колишніх урядовців та наближених до експрезидента Януковича, які підозрюються в незаконному використанні бюджетних коштів.

### Загибель
Віктор Вікторович Янукович загинув увечері 20 березня 2015 року під час їзди мікроавтобусом по озеру Байкал, провалившись під лід. Мікроавтобус «Фольксваген», за кермом якого був Янукович, з метою фотографування виїхав на лід Байкалу біля мису Хобой на північному краю острова Ольхон. Водій мікроавтобуса потонув, а п'ятьом пасажирам вдалося врятуватися. Керівник пресслужби МНС РФ по Іркутській області Андрій Шутов заявив у коментарі BBC Україна, що водій, який загинув — Віктор Давидов (Давидова — дошлюбне прізвище матері Людмили Янукович). Разом з тим народний депутат України Нестор Шуфрич підтвердив, що загиблий — саме син експрезидента України Віктор Янукович.
Після того, як новина поширилася українськими ЗМІ, було видалено персональну сторінку Віктора Януковича молодшого у соцмережі Фейсбук, а пізніше — і повідомлення про інцидент на сайті головного управління МНС Росії по Іркутській області. За повідомленнями російських ЗМІ, 22 березня тіло загиблого чартерним рейсом з Іркутська було відправлено до Сімферополя. В авіакомпанії «Центр-Юг», якій належить чартерний рейс, відмовилися коментувати цю інформацію, пославшись на вказівку нічого не говорити.
23 березня 2015 року Партія Регіонів опублікувала на власному сайті некролог Віктора Януковича. Поховали в Севастополі 23 березня 2015 року.

## Особисте життя

### Родичі
- Батько — Віктор Федорович Янукович — 4-й Президент України
- Мати — Людмила Олександрівна Янукович — пенсіонерка
- Брат — Олександр Вікторович Янукович
- тесть Станіслав Іванович Корочанський — заступник директора з техніки безпеки «Артемсолі».
- теща Олена Федорівна Корочанська — вчителька англійської мови

### Родина
Віктор Вікторович Янукович був одружений з Ольгою Станіславівною Янукович (Корочанською) (13.10.1985).
Ольга закінчила школу в селі Бахмутське, що в 15 хвилинах від Соледара, потім з червоним дипломом Донецький державний університет управління факультет права і соціальної політики, закінчила магістратуру за фахом «правознавство», почала працювати під час навчання, жила в студентському гуртожитку, потім у неї з'явилася своя квартира в обласному центрі, отримувала стипендію Верховної Ради і була однією з найкращих студенток. Віктор Янукович-молодший познайомився з Ольгою в автосалоні в 2008 році, взаємний інтерес до автомобілів послужив приводом для знайомства.
31 січня 2010 року у них народився син Ілля.

## Спорт
- Майстер спорту в категорії Автомобільний спорт.
- Займався автокросом і кільцевими перегонами, стендовою стрільбою.
- Чемпіон більярдного турніру депутатського клубу «Парламент» (2006 р.).
- Володар Кубка України 2010 і 2011 рр. з трофі-рейдів
- У 2010 році Віктор Янукович виграв найскладніші позашляхові перегони країни.
- У 2011 році Віктор Янукович виграв у Чемпіонаті «України-трофі» у найскладнішій категорії ТР-3 і отримав звання майстра спорту [Архівовано 11 червня 2014 у Wayback Machine.] в категорії «Автоспорт».
- У 2011 та 2012 роках виступив одним з ідеологів та організаторів етапу наймасштабнішого Чемпіонату України з трофі-рейдів «Ukraine Trophy».
- У 2012 році Віктор Янукович виступив засновником команди «Ferrari Team Ukraine», яка 30.03.2012 вперше дебютувала в історії перегонів Ferrari Challenge Europe.